# Костянтин Давидович (Пороський князь)
Костянтин Давидович (бл. 1184/1192 — 1217/1218) — удільний князь Пороський, із Смоленської гілки Мономаховичів, син Вишгородського князя Давида Ростиславича та його другої дружини - родички (доньки?) Ярослава Всеволодовича Чернігівського. Імовірно предок князів Фомінських та Березуйських.

## Життєпис
Згадується бл. 1197, коли його батько Давид Ростиславич, помираючи в Смоленську, передав юного княжича під опіку своєму братові Рюрику: «Сина свого Костянтина в Русь посла братові своєму Рюрікові на руці». «Русь» літописного сполучення слід трактувати у значенні — як територію підвладну Київському князеві.
Згідно «Хроніці» Яна Длугоша, князь Костянтин брав участь у поході Ростиславичів проти Литви в 1207. 
Був князем Пороський у 1197-1218 рр.
Відповідно до «родоводної книги» у нього був син Юрій Костянтинович — князь Фомінський і Березуйський.
Помер бл. 1218 р. 